# Legnano
Legnano – miejscowość i gmina we Włoszech, w regionie Lombardia, w prowincji Mediolan. W 1176 Fryderyk I Barbarossa został pokonany pod Legnano przez miasta Ligi Lombardzkiej.
Według danych na rok 2004 gminę zamieszkiwało 53 788 osób, 3164 os./km².
W miejscowości jest stacja kolejowa Legnano.